# Margarete Herzberg
Margarete Herzberg (* 10. Februar 1921 in Osnabrück; † 29. März 2007 in Woltersdorf) war eine deutsche Opernsängerin (Mezzosopran).

## Leben
Die Tochter des Kontrabassisten und Militärmusikers (Tuba) Julius Herzberg studierte am Leipziger Konservatorium bei Gertrud Bartsch Gesang.
Die Mezzosopranistin gehörte dem Ensemble des Landestheaters Altenburg an. Später gehörte Herzberg gemeinsam mit Philine Fischer, Günther Leib, Werner Enders, Helmuth Kaphahn und anderen zum Sängerensemble der Händel-Festspiele Halle (Saale). Sie wurde 1956 mit dem ersten Händel-Preis ausgezeichnet, gemeinsam mit dem Kollektiv der ersten Poros-Inszenierung der Händel-Festspiele unter der musikalischen Leitung von Horst-Tanu Margraf. Die Produktion liegt als reproduzierte CD beim Label Berlin Classics vor. Herzberg war am Volkstheater Rostock engagiert und später freiberuflich tätig.
Herzberg sang am Opernhaus Leipzig die Abigail in Nabucco von Giuseppe Verdi, begleitet vom Leipziger Gewandhausorchester unter Rolf Reuter, sowie an den Opernhäusern Weimar und Dessau die Salome in Richard Strauss´gleichnamiger Oper. Zu ihrem Repertoire gehörten Ortrud (Richard Wagner: Lohengrin), Cherubino (Wolfgang Amadeus Mozart: Die Hochzeit des Figaro), Venus (Richard Wagner: Tannhäuser und der Sängerkrieg auf der Wartburg), Oktavian (Richard Strauss: Der Rosenkavalier), Carmen (Georges Bizet), Hänsel (Engelbert Humperdinck: „Hänsel und Gretel“) und viele andere.

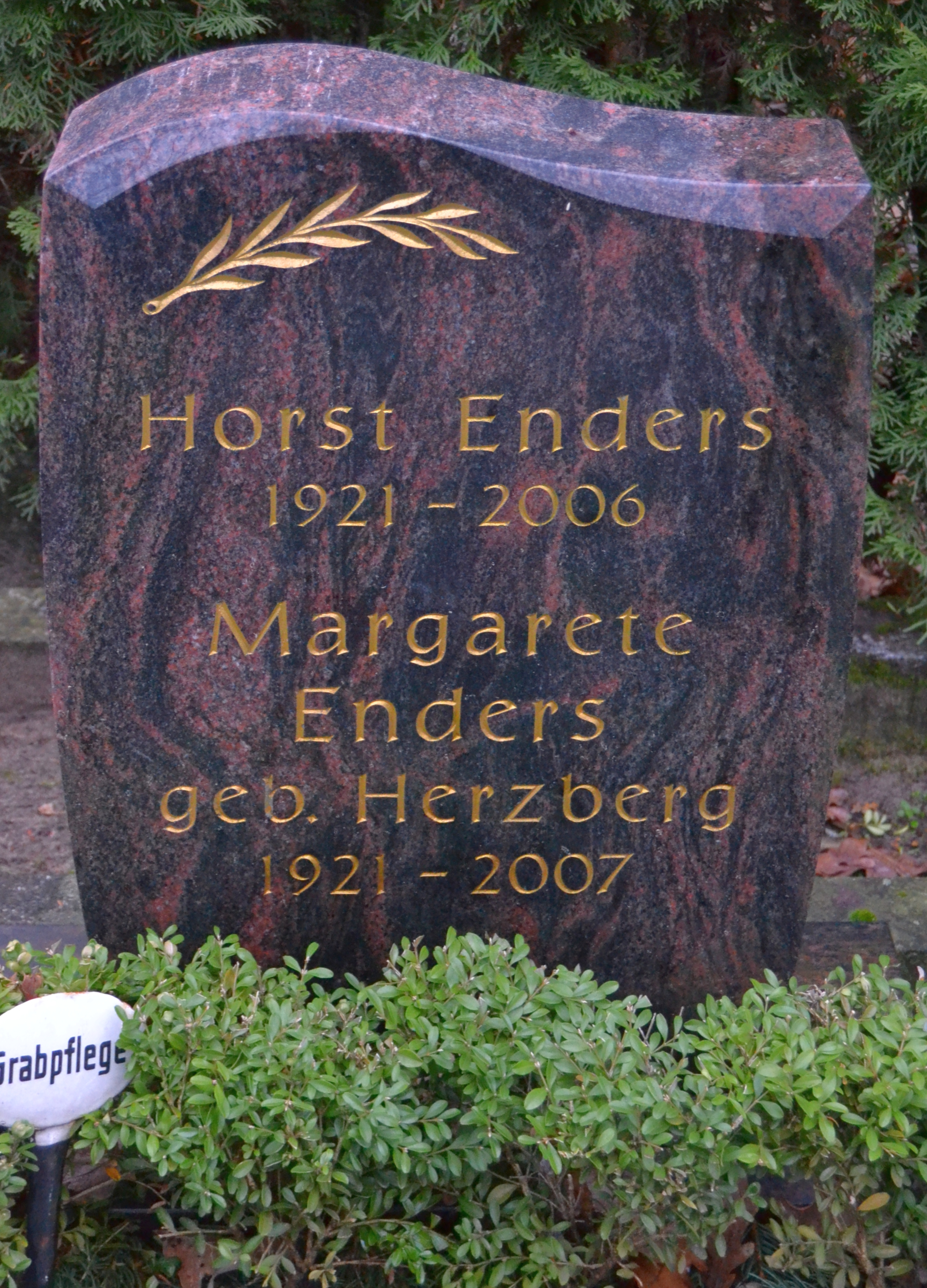
Grab von Horst und Margarete Enders auf dem Waldfriedhof Schöneiche.

Im Konzertfach arbeitete Herzberg unter anderem mit den Dirigenten Herbert Kegel und Ekkehard Tietze zusammen. Sie sang die Altpartien in Johann Sebastian Bachs Weihnachts-Oratorium BWV 248, in den Kantaten BWV 79 „Gott der Herr ist Sonn und Schild“ und BWV 172 Erschallet, ihr Lieder, erklinget, ihr Saiten!, in Wolfgang Amadeus Mozarts Requiem d-Moll KV 626 und Ludwig van Beethovens Messe C-Dur op. 86.
Margarete Herzberg war mit dem Autor und Dramaturgen Horst Enders verheiratet. Ihr Enkelsohn ist der Kapellmeister Fabian Enders. Margarete Enders, die ihren Geburtsnamen Herzberg als Künstlernamen während ihrer aktiven Zeit behielt, lebte von 1963 bis zu ihrem Tod 2007 in Schöneiche bei Berlin. Ihr Grab befindet sich auf dem Waldfriedhof in Schöneiche.